# 鄭信義
鄭信義（1928年—2016年1月28日），生於日治台灣台北州台北市（今台北市），企業家，為長春集團共同創辦人。曾被列名於台灣十大神秘富豪第四名。

## 生平
其父親開設吉源鐵工廠，在台灣日治時期曾任保正，在中華民國來台後，曾任台北市中山區里長。鄭信義就讀台北工業學校（今台北科技大學的前身）機械科，在1946年畢業。
1949年，與同樣畢業於台北工業學校的廖銘昆、林書鴻合資創辦長春人造樹脂廠，利用其父鐵工廠的多餘空間，在夜間生產電木粉製品。隨後長春人造樹脂廠開發出尿素膠產品，在1960年代開始多元化發展。長春集團逐漸成為台灣僅次台塑的第二大石化集團。
2011年，富比士雜誌估計林書鴻、鄭信義及廖銘昆三人資產同為16億美元，列名全球第782名富豪。因為長春集團未上市，這三人又列名為全台神秘富豪第四名。
2014年1月1日，長春集團成立總管理處，由廖銘昆之子廖龍星任董事長，林書鴻任總裁，鄭信義任副總裁。
2015年，獲台北科技大學頒發名譽博士學位。
鄭信義是一位基督徒。2016年1月28日，鄭信義過世，享年89歲。

## 家庭
其子鄭正。